# Oceanodroma
Oceanodroma là một chi chim trong họ Hydrobatidae.